# Carol Burnett
Carol Creighton Burnett (San Antonio, Texas; 26 de abril de 1933) es una actriz, comediante y cantante estadounidense de la Época de Oro de Hollywood, reconocida principalmente por protagonizar el programa The Carol Burnett Show, que se transmitió por la cadena CBS entre 1967 y 1978. Ha actuado en Broadway, en televisión y en películas de diversos géneros, incluidos papeles dramáticos y cómicos. Ha recibido numerosos elogios , incluidos siete premios Primetime Emmy , un Premio Tony , un Premio Grammy y siete Premios Globos de Oro . Burnett recibió la Medalla Presidencial de la Libertad en 2005, el Premio Mark Twain de Humor Estadounidense en 2013 y el Premio a la Trayectoria del Screen Actors Guild en 2015. 
Su talento para la parodia le granjeó el título de American Queen of Comedy (Reina de la comedia americana). 
En 1977 fue votada una de las 20 mujeres más admiradas de Estados Unidos: ha ganado cinco Globos de Oro, seis Emmy, doce People's Choice Awards, fue nombrada "Mujer del Año" por el Círculo de Críticos de TV y pertenece al Television Hall of Fame desde 1985.

## Biografía
Nació en San Antonio, Texas y a los 8 años se mudó a Los Ángeles. Hija de padres alcohólicos, pasó su infancia en Hollywood al cuidado de su abuela Nanny. Quería estudiar periodismo pero no tenía dinero, hasta que una misteriosa donación anónima de 50 dólares permitió su ingreso y cursó estudios de inglés y teatro en la Universidad de California, Los Ángeles.
En Nueva York, se hizo famosa dentro del circuito de cabarets y clubes nocturnos por su canto e imitaciones, y en 1959 debutó en Broadway con el musical Once upon a Mattress.  
Después apareció con regularidad en televisión en The Gary Moore Show (1959–1962) y en The Tonight Show y con Ed Sullivan.
En 1962 hizo una aparición memorable en el Carnegie Hall con guion de Mike Nichols con su amiga Julie Andrews (Julie and Carol at Carnegie Hall), en los años 70 repitió el formato en Carol y Julie en el Lincoln Center y con la soprano Beverly Sills en el Metropolitan Opera de Nueva York (Beverly and Carol at the Met). Ha participado en películas —se la recuerda particularmente como Miss Hannigan en Annie—, series de televisión y toda una serie de especiales para la televisión con grandes figuras del espectáculo como Steve Martin, Plácido Domingo y Robin Williams. Durante 2003 hizo una gira de galas con la mezzosoprano Frederica von Stade actuando con la San Francisco Symphony, Fort Worth, Dallas, Washington, etc.
Participa en la segunda temporada de la serie Glee, en el papel de la madre de Sue Sylvester, y canta la canción "Ohio".

## The Carol Burnett Show

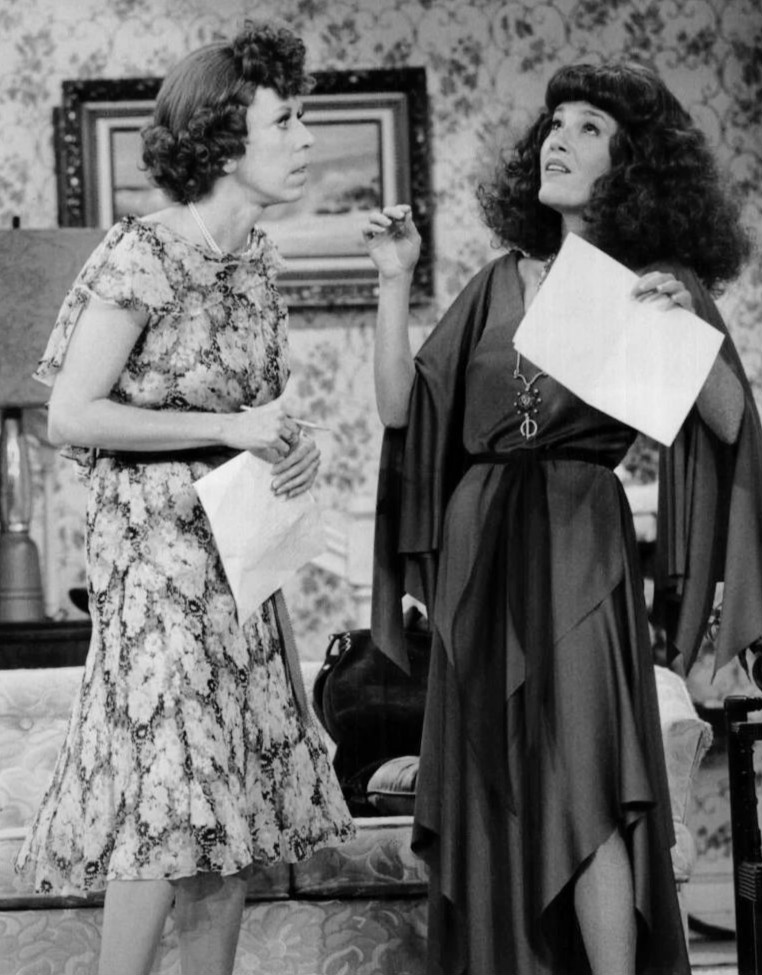
Carol Burnett Madeline Kahn Eunice Carol Burnett Show
Foto de Carol Burnett y Madeline Kahn del programa de televisión
The Carol Burnett Show. Burnett interpreta a Eunice en uno de los sketches recurrentes, «La familia». (Kahn interpreta a una actriz descolorida que entrena a Eunice para un papel en la producción del Pequeño Teatro del pueblo.

La emisión semanal del Carol Burnett Show (1966–1977) se convirtió en uno de los programas televisivos más populares y, con su participación en el mismo, Burnett ganó cinco premios Emmy. El show se considera el sucesor del legendario show de Lucille Ball, pionera de las grabaciones en estudio con público presente y quien la apadrinó. El show tuvo 278 episodios, hizo famosos al equipo integrado Tim Conway, Vicki Lawrence y Harvey Korman ganando en total 23 nominaciones a los Premios Emmy. 
Fueron famosas sus parodias e imitaciones de la Reina Isabel de Inglaterra, Charo, Gloria Swanson (alias Norma Desmond en Sunset Boulevard), Bette Davis, Joan Crawford, Lana Turner y otras personalidades del espectáculo así como de Lo que el viento se llevó (Gone with the Wind) y Rebecca, entre otras películas. El segmento protagonizado por Burnett como "Eunice" (una fracasada provinciana sureña) cobró tal popularidad que acabó convirtiéndose en un programa aparte.
En cada episodio era invitada una celebridad que competía en un número cómico con Carol Burnett y su equipo. Por el programa pasaron Carol Channing, Lucille Ball, Lana Turner, Ella Fitzgerald, Liza Minnelli, Cher, Ethel Merman, Sammy Davis Jr, Eileen Farrell, Jack Palance, Gloria Swanson, Jackson 5, Maggie Smith, Marilyn Horne, Mel Tormé, Dionne Warwick, James Stewart, Chita Rivera, Jerry Lewis, Rock Hudson, Dick Van Dyke, Julie Andrews, Beverly Sills, Bernadette Peters, Lily Tomlin, Madeline Kahn, Steve Martin, Robin Williams, The Carpenters, Dinah Shore, Steve Lawrence, Eydie Gorme y otros.

## Vida privada
Se casó en 1955 con Don Saroyan de quien se divorció en 1962 para casarse en 1963 con el productor Joe Hamilton, un divorciado padre de ocho hijos y con quien tuvo sus tres hijas, Carrie, Jody y Erin. La pareja se divorció en 1984 y en 2001 se casó con Brian Miller.
Su hija Carrie murió en 2002 a los 38 años de cáncer, después de superar su adicción a las drogas.
En 1986 publicó sus memorias, One More Time (Random House) ISBN 0-394-55254-7, 9780394552545

## Premios y galardones
- 6 Galardones Emmy, 1962, 1963, 1972, 1974, 1975, 1997
- 5 American Guild of Variety Artists Awards
- TV Guide Award, 1961, 1962, 1963
- Premio Peabody, 1963
- Galardón del National Television Critics Circle, 1977
- Una de las 20 mujeres más admiradas en el mundo - Encuesta Gallup, 1977
- Festival Internacional de Cine de San Sebastián, Premio a la Mejor Actriz en 1978
- 12 People's Choice Awards
- 5 Golden Globe Awards, 1968, 1970, 1972, 1977, 1978
- Academy of Television Arts and Sciences Woman of the Year
- Premio First Ace, 1983
- Television Hall of Fame, 1985
- Premio Horatio Alger, 1988.
- Grand Marshal Rose Parade y 84th Rose Bowl Game New Year's Day 1998.
- Back Stage West Garland Awards, 1999
- Kennedy Center Honors, 2003
- Medalla Presidencial de la Libertad, 2005.
- Paseo de la fama de Hollywood en 6439 Hollywood Blvd., cerca del Hollywood Pacific Theatre donde fue acomodadora en 1957.

## Teatro
- Once Upon a Mattress (1959)
- Fade Out - Fade In (1964)
- Moon Over Buffalo (1995)
- Putting It Together (1999)

## Largometrajes
- Who's Been Sleeping in My Bed? (1963)
- Rowan & Martin at the Movies (1968)
- Star Spangled Salesman (1968)
- Risas y lágrimas (Pete 'n' Tillie), de Martin Ritt
- The Front Page (1974)
- Un día de boda (1978)
- Health (1980)
- The Four Seasons (1981)
- Chu Chu and the Philly Flash (1981)
- Annie (1982)
- 6 Weeks (1982)
- Happily Ever After (1985)
- Noises Off! (1992)
- Moon Over Broadway (1997)
- Get Bruce (1999)
- The Trumpet of the Swan (2001)
- Broadway: The Golden Age, by the Legends Who Were There (2003)
- Dr. Seuss' Horton Hears a Who! (2008)
- Post Grad (2009)